# Triangle amoureux
Ne doit pas être confondu avec Ménage à trois ou Triolisme.

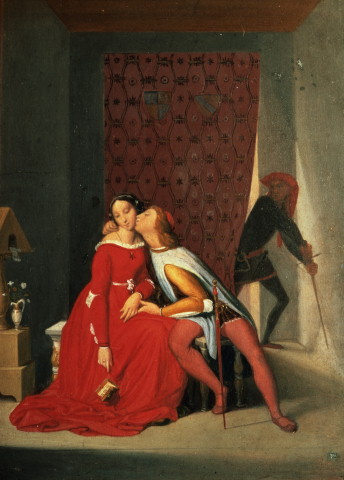
Gianciotto découvre Paolo et Francesca de Jean Auguste Dominique Ingres (1819).

Un triangle amoureux est une relation amoureuse impliquant trois personnes. Cette expression peut se référer à deux personnes indépendamment amoureuses d'une troisième ou impliquer que chacune de ces trois personnes ait une relation avec les deux autres. Les relations peuvent être amicales, amoureuses ou faire l'objet d'une haine entre les rivaux. Le terme « triangle amoureux » implique presque toujours que l'arrangement ne convient pas à une ou plusieurs personnes impliquées, ce qui le distingue du ménage à trois.
Pour Robin Skynner et John Cleese, auteurs de Families and How to Survive Them (1994), « on peut trouver un homme attiré par une femme mariée et n'arrivant pas à maintenir la relation si celle-ci risque de devenir plus qu'un flirt. Il a besoin du mari pour se protéger d'une relation complète... de la même façon qu'une femme intéressée par un homme marié peut l'aimer pour ça, et avoir donc besoin de la femme de celui-ci en tant que telle. » Un accord tacite, voire non entièrement conscient, est parfois mobilisé par les protagonistes pour rendre le triangle durable. La situation peut prendre une forme comique : « Un homme à l'enterrement de la femme d'un ami, avec laquelle il a eu une liaison, fond en larmes et devient hystérique, alors que le mari reste impassible. « Ne t'en fais pas », lui répond ce dernier, « je me remarierai ». »
Il semblerait que si des hommes « partagent une forme d'amour fraternel et autorisent la présence d'une femme dans leur relation, un triangle isocèle se forme automatiquement, comme dans le film de François Truffaut, Jules et Jim. » L'anthropologue René Girard a exploré le rôle du désir mimétique dans de telles relations, et explique qu'il « serait injuste de rejeter la responsabilité d'une éventuelle querelle des jumeaux mimétiques sur la femme... Elle serait simplement leur bouc émissaire commun. » Concernant la responsabilité selon le sexe des personnes impliquées, des preuves semblent indiquer que, contrairement à des idées reçues, les deux sexes sont enclins autant l'un que l'autre à aimer « avec la même passion, voire la même folie », et qu'il n'y a rien qui puisse « suggérer qu'un homme est plus à même de se contrôler dans un triangle amoureux qu'une femme. »
Dans de rares cas, un triangle amoureux peut pousser au suicide, ou au meurtre, une personne impliquée qui se perçoit comme rejetée. Un triangle amoureux peut aussi se résoudre de façon positive, une  des personnes finissant par vouer ses sentiments à celle qu'elle ressent comme la plus vertueuse ou lui accordant le plus d'intérêt, et l'autre s'écartant pour laisser le couple vivre son histoire, arguant ne pouvoir aimer autant la même personne.